# Francisco Ruiz Miguel
Pour les articles homonymes, voir Francisco Ruiz et Ruiz.
Francisco Ruiz Miguel, né le 4 mars 1949 à San Fernando (Espagne, province de Cadix), est un ancien matador espagnol.

## Présentation
Matador d’une vaillance légendaire, lidiador incomparable, capable de dominer les taureaux les plus difficiles, Francisco Ruiz Miguel a été durant un quart de siècle un « guerrier » de la tauromachie affrontant les taureaux des élevages réputés les plus durs : « Miura », « Cuadri », « Murteira Grave » et surtout « Victorino Martín », étaient son pain quotidien. Surtout, alors que les « Victorino Martín » étaient jusqu’au milieu des années 1970, considérés comme rigoureusement intoréables, il a démontré le contraire. Après cette démonstration, il est devenu le matador ayant le plus souvent combattu les « victorinos », à tel point qu’on a pu dire que Ruiz Miguel avait « fait » Victorino Martín autant que Victorino Martín avait « fait » Ruiz Miguel.
Une statue « grandeur nature » le représentant devant un taureau de Victorino Martin est érigée devant les arènes de Vic-Fezensac (Gers).

### Carrière
- Débuts en novillada avec picadors : 17 avril 1968 à San Fernando.
- Alternative : 27 avril 1969 à Barcelone. Parrain, José Fuentes ; témoin, Miguel Márquez. Taureaux de la ganadería de Pinto Barreiros.
- Confirmation d’alternative à Madrid : 15 mai 1970. Parrain, Andrés Hernando ; témoin, Juan José García. Taureaux de la ganadería de José Luis Osborne.